# Колтон (Илиноис)
Колтон (енгл. Coalton) град је у америчкој савезној држави Илиноис.

## Демографија
По попису из 2010. године број становника је 304, што је 3 (-1,0%) становника мање него 2000. године.
| Група             | 2000.       | 2010.       |
| Белци             | 298 (97,1%) | 282 (92,8%) |
| Афроамериканци    | 0 (0,0%)    | 2 (0,7%)    |
| Азијати           | 2 (0,7%)    | 1 (0,3%)    |
| Хиспаноамериканци | 3 (1,0%)    | 12 (3,9%)   |
| Укупно            | 307         | 304         |